# Gran Premio motociclistico di Cecoslovacchia 1975
Il Gran Premio motociclistico di Cecoslovacchia fu il penultimo appuntamento del motomondiale 1975.
Si svolse il 24 agosto 1975 sul Circuito di Brno (accorciato di circa 3 km rispetto alle precedenti edizioni), e corsero tutte le classi meno la 50.
Prima gara della giornata quella della 125, nella quale Paolo Pileri cadde al quarto giro a causa della pista sporca di detriti, procurandosi varie fratture. Assente Pier Paolo Bianchi (infortunatosi a Misano), la vittoria andò a Leif Gustafsson, davanti al connazionale Kent Andersson.
Seguì la 350: ritiratosi Giacomo Agostini, Johnny Cecotto ebbe la matematica certezza del titolo iridato. Anche il venezuelano abbandonò, scatenando una battaglia tra Otello Buscherini, Olivier Chevallier e Víctor Palomo, conclusasi nell'ordine.
Nuova vittoria per Michel Rougerie in 250; solo tredicesima l'altra Harley-Davidson, quella di Walter Villa.
Phil Read condusse dall'inizio alla fine la gara della 500, ma ciò non fu sufficiente per riconfermarsi Campione del Mondo: Agostini, arrivato secondo, ottenne il suo quindicesimo iride.
Chiuse la giornata la gara dei sidecar, vinta da Werner Schwärzel.

## Classe 500

### Arrivati al traguardo
| Pos. | Pilota             | Moto          | Tempo        | Punti |
| ---- | ------------------ | ------------- | ------------ | ----- |
| 1    | Phil Read          | MV Agusta     | 1h 04' 23" 9 | 15    |
| 2    | Giacomo Agostini   | Yamaha        | +1' 00" 4    | 12    |
| 3    | Alex George        | Yamaha        | +1' 52" 1    | 10    |
| 4    | Karl Auer          | Yamaha        | +2' 26" 1    | 8     |
| 5    | Olivier Chevallier | Yamaha        | +2' 37"      | 6     |
| 6    | Chas Mortimer      | Maxton-Yamaha | +3' 18" 6    | 5     |
| 7    | Marcel Ankoné      | Suzuki        | +3' 33" 7    | 4     |
| 8    | Hans Braumandl     | Yamaha        | +1 giro      | 3     |
| 9    | Børge Nielsen      | Yamaha        | +1 giro      | 2     |
| 10   | Anssi Resko        | Yamaha        | +2 giri      | 1     |
| 11   | Charlie Dobson     | Yamaha        | +2 giri      |       |

### Ritirati
| Pilota             | Moto   | Motivo ritiro      |
| ------------------ | ------ | ------------------ |
| John Williams      | Yamaha |                    |
| Barry Sheene       | Suzuki | rottura del cambio |
| Pentti Korhonen    | Yamaha |                    |
| Peter Baláž        | Yamaha |                    |
| Helmut Kassner     | Yamaha |                    |
| Ulrich Eickmeyer   | König  |                    |
| Bohumil Staša      | Jawa   |                    |
| Paolo Tordi        | Yamaha |                    |
| Teuvo Länsivuori   | Suzuki | frizione consumata |
| Dick Alblas        | König  |                    |
| Jack Findlay       | Yamaha |                    |
| Hans-Otto Butenuth | Yamaha |                    |
| Jean-Paul Boinet   | Yamaha |                    |
| Michael Schmid     | Rotax  |                    |
| Horst Lahfeld      | König  |                    |
| Piers Forrester    | Yamaha |                    |
| Philippe Coulon    | Yamaha |                    |

## Classe 350

### Arrivati al traguardo
| Pos. | Pilota             | Moto          | Tempo     | Punti |
| ---- | ------------------ | ------------- | --------- | ----- |
| 1    | Otello Buscherini  | Bimota-Yamaha | 55' 04" 6 | 15    |
| 2    | Olivier Chevallier | Yamaha        | +2" 2     | 12    |
| 3    | Víctor Palomo      | SMAC-Yamaha   | +2" 9     | 10    |
| 4    | Tom Herron         | Yamaha        | +3" 7     | 8     |
| 5    | Patrick Pons       | Yamaha        | +4" 3     | 6     |
| 6    | Alex George        | Yamaha        | +27" 6    | 5     |
| 7    | Gérard Choukroun   | Yamaha        | +27" 9    | 4     |
| 8    | Tapio Virtanen     | Yamaha        | +40" 3    | 3     |
| 9    | Karl Auer          | Yamaha        | +44"      | 2     |
| 10   | Pentti Korhonen    | Yamaha        | +47" 1    | 1     |

### Ritirati
| Pilota           | Moto   | Motivo ritiro   |
| ---------------- | ------ | --------------- |
| Giacomo Agostini | Yamaha |                 |
| Dieter Braun     | Yamaha |                 |
| Johnny Cecotto   | Yamaha | cambio bloccato |

## Classe 250
34 piloti alla partenza, 20 al traguardo.

### Arrivati al traguardo
| Pos. | Pilota            | Moto            | Tempo     | Punti |
| ---- | ----------------- | --------------- | --------- | ----- |
| 1    | Michel Rougerie   | Harley-Davidson | 47' 19" 9 | 15    |
| 2    | Otello Buscherini | Yamaha          | +18" 2    | 12    |
| 3    | Dieter Braun      | Yamaha          | +34"      | 10    |
| 4    | Leif Gustafsson   | Yamaha          | +36" 2    | 8     |
| 5    | Patrick Pons      | Yamaha          | +38" 1    | 6     |
| 6    | Tapio Virtanen    | MZ              | +49"      | 5     |
| 7    | John Dodds        | Yamaha          | +49" 9    | 4     |
| 8    | Chas Mortimer     | Maxton-Yamaha   | +50" 9    | 3     |
| 9    | Bruno Kneubühler  | Yamaha          | +51" 9    | 2     |
| 10   | Harald Bartol     | Yamaha          | +53" 4    | 1     |

### Ritirati
| Pilota           | Moto   | Motivo ritiro |
| ---------------- | ------ | ------------- |
| Johnny Cecotto   | Yamaha |               |
| Gérard Choukroun | Yamaha |               |

## Classe 125
29 piloti alla partenza, 17 al traguardo.

### Arrivati al traguardo
| Pos. | Pilota            | Moto       | Tempo     | Punti |
| ---- | ----------------- | ---------- | --------- | ----- |
| 1    | Leif Gustafsson   | Yamaha     | 50' 14" 3 | 15    |
| 2    | Kent Andersson    | Yamaha     | +0" 4     | 12    |
| 3    | Eugenio Lazzarini | Piovaticci | +16" 3    | 10    |
| 4    | Bruno Kneubühler  | Yamaha     | +36" 6    | 8     |
| 5    | Harald Bartol     | Suzuki     | +1' 00" 1 | 6     |
| 6    | Johann Zemsauer   | Rotax      | +1' 35" 3 | 5     |
| 7    | Hans Müller       | Yamaha     | +2' 44" 8 | 4     |
| 8    | Peter Frohnmeyer  | Maico      | +3' 16" 4 | 3     |
| 9    | Matti Kinnunen    | Maico      | +3' 18" 2 | 2     |
| 10   | Zbyněk Havrda     | AHRA       | +1 giro   | 1     |
| 11   | Cees van Dongen   | Yamaha     | +1 giro   |       |

### Ritirati
| Pilota          | Moto       | Motivo ritiro |
| --------------- | ---------- | ------------- |
| Paolo Pileri    | Morbidelli | caduta        |
| Henk van Kessel | AGV-Condor |               |

## Classe sidecar

### Arrivati al traguardo
| Pos | Pilota           | Passeggero                | Moto          | Tempo     | Punti |
| --- | ---------------- | ------------------------- | ------------- | --------- | ----- |
| 1   | Werner Schwärzel | Andreas Huber             | König         | 45' 51" 7 | 15    |
| 2   | Rolf Steinhausen | Josef Huber               | Busch-König   | +59" 7    | 12    |
| 3   | Herbert Haller   | Siegfried Neumann         | König         | +1' 57" 4 | 10    |
| 4   | Walter Ohrmann   | Bernd Grube               | Yamaha        | +3' 01" 0 | 8     |
| 5   | Gilbert Aymé     | Patrick Loiseau           | König         | +3' 02" 7 | 6     |
| 6   | Hermann Schmid   | Martial Jean-Petit-Matile | Schmid-Yamaha | +3' 33" 6 | 5     |
| 7   | Dennis Keen      | Roy Keen                  | Keen-König    | +3' 35" 0 | 4     |
| 8   | Amedeo Zini      | Andrea Fornaro            | König         | +3' 59" 4 | 3     |
| 9   | Ted Janssen      | Erich Schmitz             | Yamaha        | +4' 02" 8 | 2     |
| 10  | Egon Schons      | Karl Lauterbach           | BMW           | +1 giro   | 1     |

## Fonti e bibliografia
- La Stampa, 24 agosto 1975, pag. 13 e 25 agosto 1975, pag. 14
- "Moto73" n° 18 del 5 settembre 1975, su motorracehistorie.nl. URL consultato il 9 ottobre 2013 (archiviato dall'url originale il 25 ottobre 2013).
- Risultati della 500 su autosport.com, su autosport.com.